# Clu Gulager
Clu Gulager, właśc. William Martin Gulager (ur. 16 listopada 1928 w Holdenville, zm. 5 sierpnia 2022 w Los Angeles) – amerykański aktor filmowy i telewizyjny.

## Życiorys
Urodzony w Holdenville w stanie Oklahoma, jako William Martin Gulager. Jest synem Johna Culagera, a także kuzynem Willa Rogersa – aktora-komika. W latach 1946–1948 służył dla Korpusu Piechoty Morskiej Stanów Zjednoczonych. Jest pochodzenia czirokeskiego.
Działalność aktorską zapoczątkował w 1956 roku od udziału w serialu The United States Steel Hour. Do roku 2009 wystąpił w ponad stu pięćdziesięciu filmach fabularnych i projektach telewizyjnych. Za drugoplanową rolę w przygodowym thrillerze Myśliwska krew (Hunter's Blood, 1986) był nominowany do nagrody Saturna. Ponadto zagrał w kultowych horrorach: Powrót żywych trupów (The Return of the Living Dead, 1985), Koszmar z ulicy Wiązów II: Zemsta Freddy’ego (A Nightmare on Elm Street 2: Freddy's Revenge, 1985), Od szeptu w krzyk (The Offspring, 1987), Ukryty (The Hidden, 1987) i Krwawa uczta (Feast, 2005).
Był także reżyserem, scenarzystą i producentem. Debiutancki i jedyny autorski film Culagera, krótki metraż zatytułowany A Day with the Boys (1969), wyróżniono nominacją do Złotej Palmy podczas Festiwalu Filmowego w Cannes w 1970 r.